# Moroni (Prophet)

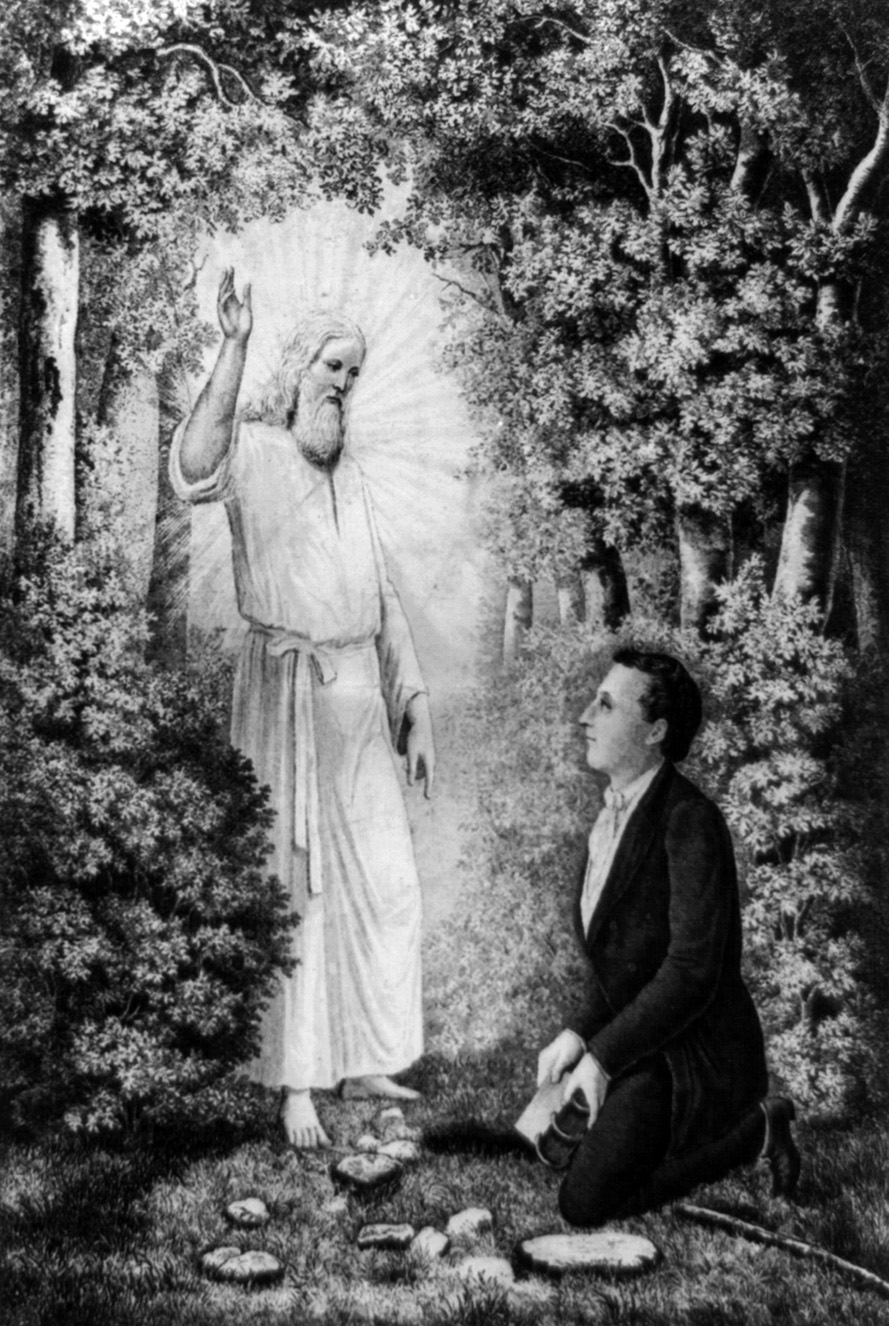
Der Engel Moroni bringt Joseph Smith die Platten des Buch Mormon

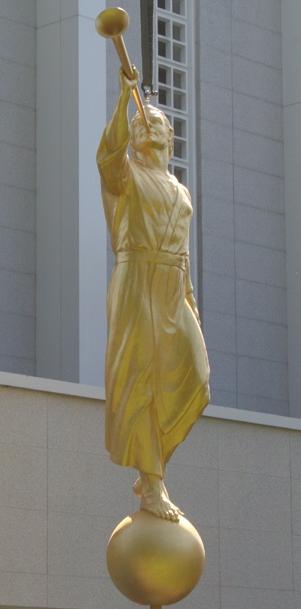
Die Engel-Moroni-Statue des Bern-Tempels

Moroni ist ein Prophet im Buch Mormon und soll dem Religionsgründer Joseph Smith als Engel erschienen sein. Er spielt für die Mormonen eine herausragende Rolle, ist allerdings in der christlichen Bibel unbekannt. Die Mormonen glauben, dass er in Offb 14,6  erwähnt wird.
Das von Joseph Smith veröffentlichte Buch Mormon ist die einzige Quelle für die angebliche Existenz Moronis, neben weiteren Aussagen von Smith. In diesem Buch ist Moroni der letzte erwähnte Prophet. Moroni soll im frühen 5. Jahrhundert nach Christus auf dem amerikanischen Kontinent gelebt und die Zusammenfassung der ihm überlieferten Schriften von Propheten vollendet haben, mit der sein Vater Mormon begonnen hatte.
Smith behauptet, der als Engel wiederauferstandene Moroni sei ihm in den Jahren 1823 bis 1827 erschienen. Moroni habe Joseph Smith beauftragt, das im Hügel Cumorah im Norden des US-Bundesstaats New York verborgene Buch Mormon ins Englische zu übersetzen. Auf Weisung Gottes sei daraufhin die Kirche Jesu Christi der Heiligen der Letzten Tage (Mormonen) im Jahre 1830 von Joseph Smith wiederhergestellt worden.
Auf vielen Tempeln der Kirche Jesu Christi der Heiligen der Letzten Tage steht eine Statue des Engels Moroni mit einer Posaune abgebildet, die für die Verkündung des Evangeliums in alle Welt steht.

## Weitere Literatur
- Moroni in der Enzyklopädie des Mormonismus